# 1623
Реформація •  Епоха великих географічних відкриттів •  Ганза •  Нідерландська революція •  Річ Посполита •  Запорозька Січ

## Геополітична ситуація
Османську імперію очолює Мурад IV (до 1640). Під владою османського султана перебувають Близький Схід та Єгипет, Середземноморське узбережжя Північної Африки, частина Закавказзя, значні території в Європі: Греція, Болгарія та Сербія. Васалами османів є Волощина та Молдова.
Священна Римська імперія — наймогутніша держава Європи. Її територія охоплює, крім німецьких земель, Угорщину з Хорватією, Богемію, Північну Італію. Її імператором є Фердинанд II з родини Габсбургів (до 1637). На території імперії триває Тридцятирічна війна.
Габсбург Філіп IV Великий є королем Іспанії (до 1665) та Португалії. Йому належать Іспанські Нідерланди, південь Італії, Нова Іспанія, Нова Гранада та Нова Кастилія в Америці, Філіппіни. Португалія, попри правління іспанського короля, залишається незалежною. Вона має володіння в Бразилії, в Африці, в Індії, на Цейлоні, в Індійському океані й Індонезії.
Північ Нідерландів займає Республіка Об'єднаних провінцій. Король Франції — Людовик XIII Справедливий (до 1643). Королем Англії є Яків I Стюарт (до 1625). Король Данії та Норвегії — Кристіан IV Данський (до 1648), Швеції — Густав II Адольф (до 1632). На Апеннінському півострові незалежні Венеціанська республіка та Папська область.
Королем Речі Посполитої, якій належать українські землі, є Сигізмунд III Ваза (до 1632). На півдні України існує Запорозька Січ.
Царем Московії є Михайло Романов (до 1645). Існують Кримське ханство, Ногайська орда.
Шахом Ірану є сефевід Аббас I Великий (до 1629).
Значними державами Індостану є Імперія Великих Моголів, Біджапурський султанат, султанат Голконда, Віджаянагара. У Китаї править династія Мін, маньчжури утворили династію Пізня Цзінь. У Японії триває період Едо.

## Події

### В Україні
- Похід козацької флотилії Оліфера Голуба в Чорне та Азовське моря, розгром османської ескадри під Кафою.
- Морський похід під рукою гетьмана Михайла Дорошенка на Стамбул. Козацький флот увійшов у Босфор в бойовому порядку, під хоругвами та під бій литавр, демонстративно увечері відійшли.
- Осінь. Козацька флотилія пройшлася Босфором і «пустила на дно все, що не встигло звідти втекти».

### У світі
- 10 вересня Мурад IV змістив Мустафу I на посаді османського султана.
- Воєводою Волощини став Александру V Коконул.
- Розпочався понтифікат Урбана VIII.
- Тридцятирічна війна:
  - Максиміліан I Баварський став курфюрстом Пфальцьким замість протестанта Фрідріха V, якого католики вигнали.
  - У битві при Штадтлоні католицькі війська Тіллі розгромили протестантський загін Христіана Брауншвейзького, не дозволивши йому з'єднатися з нідерландцями.
- Імператор Фердинанд II Габсбург оголосив державне банкрутство.
- Представники Голландської Ост-Індійської компанії страти на острові Амвон (Індонезія) 20 людей, 10 з яких працювали на Британську Ост-Індську компанію.
- Перські Сефевіди захопили в османів Багдад.

## Наука і культура
- Вільгельм Шиккард сконструював «годинник для лічби» — механічний калькулятор.
- Побачила світ збірка п'єс Вільяма Шекспіра, яка отримала назву Першого фоліо.
- У Франкфурті опубліковано «Місто Сонця» Томмазо Кампанелли.
- Педро Кальдерон де ла Барка поставив свою першу п'єсу «Любов, честь і влада».

## Народились
Див. також Категорія:Народились 1623
- 19 червня — Блез Паскаль, французький філософ, фізик, математик

## Померли
- Йосафат (Кунцевич)

Див. також Категорія:Померли 1623